# Lista speciilor familiei Sphingidae
În această listă se găsesc toate speciile de pe glob din familia Sphingidae a moliilor (Lepidoptera), numite de obicei molii-șoim. Această listă conține toate speciile cunoscute ale Sphingidae în ordinea subfamiliilor. Ar trebui să fie circa 1288 de specii listate. Există 3 subfamilii:
1. Subfamilia Macroglossinae
2. Subfamilia Smerinthinae
3. Subfamilia Sphinginae

Lista speciilor se află dedesubt.

## Subfamilia Macroglossinae

### GenulAcosmerycoides
- Acosmerycoides harterti

### GenulAcosmeryx
- Acosmeryx anceus
- Acosmeryx castanea
- Acosmeryx formosana
- Acosmeryx hoenei
- Acosmeryx miskini
- Acosmeryx naga
- Acosmeryx omissa
- Acosmeryx pseudomissa
- Acosmeryx rebeccae
- Acosmeryx sericeus
- Acosmeryx shervillii
- Acosmeryx sinjaevi
- Acosmeryx socrates
- Acosmeryx yunnanfuana

### GenulAellopos
- Aellopos blaini
- Aellopos ceculus
- Aellopos clavipes
- Aellopos fadus
- Aellopos tantalus
- Aellopos titan

### GenulAleuron
- Aleuron carinata
- Aleuron chloroptera
- Aleuron cymographum
- Aleuron iphis
- Aleuron neglectum
- Aleuron prominens
- Aleuron ypanemae

### GenulAmpelophaga
- Ampelophaga dolichoides
- Ampelophaga khasiana
- Ampelophaga nikolae
- Ampelophaga rubiginosa
- Ampelophaga thomasi

### GenulAmphion
- Amphion floridensis

### GenulAngonyx
- Angonyx boisduvali
- Angonyx chelsea
- Angonyx excellens
- Angonyx kai
- Angonyx krishna
- Angonyx meeki
- Angonyx papuana
- Angonyx testacea
- Angonyx williami

### GenulAntinephele
- Antinephele achlora
- Antinephele anomala
- Antinephele camerunensis
- Antinephele efulani
- Antinephele lunulata
- Antinephele maculifera
- Antinephele marcida
- Antinephele muscosa

### GenulAtemnora
- Atemnora westermannii

### GenulBaniwa
- Baniwa yavitensis

### GenulBarbourion
- Barbourion lemaii

### GenulBasiothia
- Basiothia aureata
- Basiothia charis
- Basiothia laticornis
- Basiothia medea
- Basiothia schenki

### GenulCallionima
- Callionima acuta
- Callionima calliomenae
- Callionima denticulata
- Callionima falcifera
- Callionima gracilis
- Callionima grisescens
- Callionima guiarti
- Callionima inuus
- Callionima juliane
- Callionima nomius
- Callionima pan
- Callionima parce
- Callionima ramsdeni

### GenulCautethia
- Cautethia carsusi
- Cautethia exuma
- Cautethia grotei
- Cautethia noctuiformis
- Cautethia simitia
- Cautethia spuria
- Cautethia yucatana

### GenulCechenena
- Cechenena aegrota
- Cechenena catori
- Cechenena chimaera
- Cechenena helops
- Cechenena lineosa
- Cechenena minor
- Cechenena mirabilis
- Cechenena pollux
- Cechenena scotti
- Cechenena sperlingi
- Cechenena subangustata
- Cechenena transpacifica

### GenulCentroctena
- Centroctena imitans
- Centroctena rutherfordi

### GenulCephonodes
- Cephonodes apus
- Cephonodes armatus
- Cephonodes banksi
- Cephonodes hylas
- Cephonodes janus
- Cephonodes kingii
- Cephonodes leucogaster
- Cephonodes lifuensis
- Cephonodes novebudensis
- Cephonodes picus
- Cephonodes rothschildi
- Cephonodes rufescens
- Cephonodes tamsi
- Cephonodes titan
- Cephonodes trochilus
- Cephonodes woodfordii
- Cephonodes xanthus

### GenulChaerocina
- Chaerocina dohertyi
- Chaerocina ellisoni
- Chaerocina jordani
- Chaerocina livingstonensis
- Chaerocina mbiziensis
- Chaerocina meridionalis
- Chaerocina nyikiana
- Chaerocina usambarensis
- Chaerocina zomba

### GenulCizara
- Cizara ardeniae
- Cizara sculpta

### GenulClarina
- Clarina kotschyi
- Clarina syriaca

### GenulDahira
- Dahira bruno
- Dahira falcata
- Dahira hoenei
- Dahira jitkae
- Dahira kitchingi
- Dahira klaudiae
- Dahira marisae
- Dahira nili
- Dahira niphaphylla
- Dahira obliquifascia
- Dahira pinratanai
- Dahira plutenkoi
- Dahira rebeccae
- Dahira rubiginosa
- Dahira svetsinjaevae
- Dahira taiwana
- Dahira tridens
- Dahira uljanae
- Dahira viksinjaevi
- Dahira yunlongensis
- Dahira yunnanfuana

### GenulDaphnis
- Daphnis dohertyi
- Daphnis hayesi
- Daphnis hypothous
- Daphnis layardii
- Daphnis minima
- Daphnis moorei
- Daphnis nerii
- Daphnis placida
- Daphnis protrudens
- Daphnis torenia
- Daphnis vriesi

### GenulDarapsa
- Darapsa choerilus
- Darapsa myron
- Darapsa versicolor

### GenulDeidamia
- Deidamia inscriptum

### GenulDeilephila
- Deilephila askoldensis
- Deilephila elpenor
- Deilephila nerii
- Deilephila porcellus
- Deilephila rivularis

### GenulElibia
- Elibia dolichus
- Elibia linigera

### GenulEnpinanga
- Enpinanga assamensis
- Enpinanga borneensis
- Enpinanga vigens

### GenulEnyo
- Enyo bathus
- Enyo boisduvali
- Enyo cavifer
- Enyo gorgon
- Enyo latipennis
- Enyo lugubris
- Enyo ocypete
- Enyo taedium

### GenulErinnyis
- Erinnyis alope
- Erinnyis crameri
- Erinnyis domingonis
- Erinnyis ello
- Erinnyis guttularis
- Erinnyis impunctata
- Erinnyis lassauxii
- Erinnyis obscura
- Erinnyis oenotrus
- Erinnyis pallida
- Erinnyis stheno
- Erinnyis yucatana

### GenulEuchloron
- Euchloron megaera

### GenulEumorpha
- Eumorpha achemon
- Eumorpha adamsi
- Eumorpha analis
- Eumorpha anchemolus
- Eumorpha capronnieri
- Eumorpha cissi
- Eumorpha drucei
- Eumorpha elisa
- Eumorpha fasciatus
- Eumorpha intermedia
- Eumorpha labruscae
- Eumorpha megaeacus
- Eumorpha mirificatus
- Eumorpha neubergeri
- Eumorpha obliquus
- Eumorpha pandorus
- Eumorpha phorbas
- Eumorpha satellitia
- Eumorpha strenua
- Eumorpha translineatus
- Eumorpha triangulum
- Eumorpha typhon
- Eumorpha vitis

### GenulEupanacra
- Eupanacra angulata
- Eupanacra automedon
- Eupanacra busiris
- Eupanacra cadioui
- Eupanacra elegantulus
- Eupanacra greetae
- Eupanacra harmani
- Eupanacra hollowayi
- Eupanacra malayana
- Eupanacra metallica
- Eupanacra micholitzi
- Eupanacra mindanaensis
- Eupanacra mydon
- Eupanacra perfecta
- Eupanacra poulardi
- Eupanacra psaltria
- Eupanacra pulchella
- Eupanacra radians
- Eupanacra regularis
- Eupanacra sinuata
- Eupanacra splendens
- Eupanacra tiridates
- Eupanacra treadawayi
- Eupanacra variolosa
- Eupanacra waloensis

### GenulEuproserpinus
- Euproserpinus euterpe
- Euproserpinus phaeton
- Euproserpinus wiesti

### GenulEupyrrhoglossum
- Eupyrrhoglossum corvus
- Eupyrrhoglossum sagra
- Eupyrrhoglossum ventustum

### GenulEurypteryx
- Eurypteryx alleni
- Eurypteryx bhaga
- Eurypteryx dianae
- Eurypteryx falcata
- Eurypteryx geoffreyi
- Eurypteryx molucca
- Eurypteryx obtruncata
- Eurypteryx shelfordi

### GenulGiganteopalpus
- Giganteopalpus mirabilis

### GenulGnathothlibus
- Gnathothlibus australiensis
- Gnathothlibus brendelli
- Gnathothlibus collardi
- Gnathothlibus dabrera
- Gnathothlibus eras
- Gnathothlibus erotus
- Gnathothlibus fijiensis
- Gnathothlibus heliodes
- Gnathothlibus meeki
- Gnathothlibus saccoi
- Gnathothlibus samoaensis
- Gnathothlibus vanuatuensis

### GenulGriseosphinx
- Griseosphinx marchandi
- Griseosphinx preechari

### GenulHayesiana
- Hayesiana farintaenia
- Hayesiana triopus

### GenulHemaris
- Hemaris affinis
- Hemaris aksana
- Hemaris alaiana
- Hemaris beresowskii
- Hemaris croatica
- Hemaris dentata
- Hemaris diffinis
- Hemaris ducalis
- Hemaris fuciformis
- Hemaris galunae
- Hemaris gracilis
- Hemaris molli
- Hemaris ottonis
- Hemaris radians
- Hemaris rubra
- Hemaris saldaitisi
- Hemaris saundersii
- Hemaris senta
- Hemaris staudingeri
- Hemaris syra
- Hemaris thetis
- Hemaris thysbe
- Hemaris tityus
- Hemaris venata'

### GenulHemeroplanes
- Hemeroplanes diffusa
- Hemeroplanes longistriga
- Hemeroplanes ornatus
- Hemeroplanes triptolemus

### GenulHimantoides
- Himantoides undata

### GenulHippotion
- Hippotion adelinae
- Hippotion aporodes
- Hippotion aurora
- Hippotion balsaminae
- Hippotion batschii
- Hippotion boerhaviae
- Hippotion brennus
- Hippotion brunnea
- Hippotion butleri
- Hippotion celerio
- Hippotion chloris
- Hippotion commatum
- Hippotion dexippus
- Hippotion echeclus
- Hippotion eson
- Hippotion geryon
- Hippotion gracilis
- Hippotion griveaudi
- Hippotion hateleyi
- Hippotion irregularis
- Hippotion isis
- Hippotion joiceyi
- Hippotion leucocephalus
- Hippotion melichari
- Hippotion moorei
- Hippotion osiris
- Hippotion paukstadti
- Hippotion pentagramma
- Hippotion psammochroma
- Hippotion rafflesii
- Hippotion rebeli
- Hippotion rosae
- Hippotion roseipennis
- Hippotion rosetta
- Hippotion saclavorum
- Hippotion scrofa
- Hippotion socotrensis
- Hippotion stigma
- Hippotion talboti
- Hippotion velox

### GenulHyles
- Hyles annei
- Hyles apocyni
- Hyles biguttata
- Hyles calida
- Hyles centralasiae
- Hyles chamyla
- Hyles churkini
- Hyles chuvilini
- Hyles costata
- Hyles cretica
- Hyles dahlii
- Hyles euphorbiae
- Hyles euphorbiarum
- Hyles gallii
- Hyles hippophaes
- Hyles lineata
- Hyles livornica
- Hyles livornicoides
- Hyles malgassica
- Hyles nervosa
- Hyles nicaea
- Hyles perkinsi
- Hyles renneri
- Hyles robertsi
- Hyles salangensis
- Hyles sammuti
- Hyles siehei
- Hyles stroehlei
- Hyles tithymali
- Hyles vespertilio
- Hyles wilsoni
- Hyles zygophylli

### GenulHypaedalea
- Hypaedalea butleri
- Hypaedalea insignis
- Hypaedalea lobipennis
- Hypaedalea neglecta

### GenulIsognathus
- Isognathus allamandae
- Isognathus australis
- Isognathus caricae
- Isognathus excelsior
- Isognathus leachii
- Isognathus menechus
- Isognathus mossi
- Isognathus occidentalis
- Isognathus rimosa
- Isognathus scyron
- Isognathus swainsonii

### GenulKloneus
- Kloneus babayaga

### GenulLeucostrophus
- Leucostrophus alterhirundo
- Leucostrophus commasiae

### GenulMaassenia
- Maassenia distincta
- Maassenia heydeni

### GenulMacroglossum
- Macroglossum adustum
- Macroglossum aesalon
- Macroglossum affictitia
- Macroglossum albigutta
- Macroglossum albolineata
- Macroglossum alcedo
- Macroglossum alluaudi
- Macroglossum amoenum
- Macroglossum aquila
- Macroglossum arimasi
- Macroglossum assimilis
- Macroglossum augarra
- Macroglossum avicula
- Macroglossum backi
- Macroglossum belis
- Macroglossum bifasciata
- Macroglossum bombylans
- Macroglossum buini
- Macroglossum buruensis
- Macroglossum cadioui
- Macroglossum caldum
- Macroglossum calescens
- Macroglossum castaneum
- Macroglossum clemensi
- Macroglossum corythus
- Macroglossum dohertyi
- Macroglossum eggeri
- Macroglossum eichhorni
- Macroglossum faro
- Macroglossum fischeri
- Macroglossum fritzei
- Macroglossum fruhstorferi
- Macroglossum glaucoptera
- Macroglossum godeffroyi
- Macroglossum gyrans
- Macroglossum haslami
- Macroglossum haxairei
- Macroglossum heliophila
- Macroglossum hemichroma
- Macroglossum hirundo
- Macroglossum incredibile
- Macroglossum insipida
- Macroglossum jani
- Macroglossum joannisi
- Macroglossum kadneri
- Macroglossum kishidai
- Macroglossum kitchingi
- Macroglossum kleineri
- Macroglossum lepidum
- Macroglossum leytensis
- Macroglossum limata
- Macroglossum luteata
- Macroglossum malitum
- Macroglossum marquesanum
- Macroglossum mediovitta
- Macroglossum meeki
- Macroglossum melanoleuca
- Macroglossum melas
- Macroglossum micacea
- Macroglossum milvus
- Macroglossum mitchellii
- Macroglossum moecki
- Macroglossum mouldsi
- Macroglossum multifascia
- Macroglossum napolovi
- Macroglossum nemesis
- Macroglossum neotroglodytus
- Macroglossum nigellum
- Macroglossum nubilum
- Macroglossum nycteris
- Macroglossum oceanicum
- Macroglossum pachycerus
- Macroglossum palawana
- Macroglossum particolor
- Macroglossum passalus
- Macroglossum paukstadtorum
- Macroglossum perplexum
- Macroglossum phocinum
- Macroglossum poecilum
- Macroglossum prometheus
- Macroglossum pseudocorythus
- Macroglossum pseudoluteata
- Macroglossum pseudonigellum
- Macroglossum pyrrhosticta
- Macroglossum rectans
- Macroglossum regulus
- Macroglossum reithi
- Macroglossum ronja
- Macroglossum saga
- Macroglossum schnitzleri
- Macroglossum semifasciata
- Macroglossum sitiene
- Macroglossum soror
- Macroglossum spilonotum
- Macroglossum stellatarum
- Macroglossum stenoxanthum
- Macroglossum stevensi
- Macroglossum stigma
- Macroglossum sulai
- Macroglossum svetlana
- Macroglossum sylvia
- Macroglossum tangalleum
- Macroglossum tenebrosa
- Macroglossum tenimberi
- Macroglossum trigi
- Macroglossum trochilus
- Macroglossum ungues
- Macroglossum vacillans
- Macroglossum vadenberghi
- Macroglossum variegatum
- Macroglossum vicinum
- Macroglossum vidua
- Macroglossum wolframmeyi

### GenulMadoryx
- Madoryx bubastus
- Madoryx oiclus
- Madoryx plutonius
- Madoryx pseudothyreus

### GenulMicracosmeryx
- Micracosmeryx chaochauensis

### GenulMicrosphinx
- Microsphinx pumilum

### GenulNeogurelca
- Neogurelca himachala
- Neogurelca hyas
- Neogurelca masuriensis
- Neogurelca montana
- Neogurelca mulleri
- Neogurelca sonorensis

### GenulNephele
- Nephele accentifera
- Nephele aequivalens
- Nephele argentifera
- Nephele bipartita
- Nephele comma
- Nephele comoroana
- Nephele densoi
- Nephele discifera
- Nephele funebris
- Nephele hespera
- Nephele joiceyi
- Nephele lannini
- Nephele leighi
- Nephele maculosa
- Nephele monostigma
- Nephele oenopion
- Nephele peneus
- Nephele rectangulata
- Nephele rosae
- Nephele subvaria
- Nephele vau
- Nephele xylina

### GenulNyceryx
- Nyceryx alophus
- Nyceryx brevis
- Nyceryx coffaeae
- Nyceryx continua
- Nyceryx draudti
- Nyceryx ericea
- Nyceryx eximia
- Nyceryx fernandezi
- Nyceryx furtadoi
- Nyceryx hyposticta
- Nyceryx janzeni
- Nyceryx lunaris
- Nyceryx magna
- Nyceryx maxwelli
- Nyceryx mielkei
- Nyceryx nephus
- Nyceryx nictitans
- Nyceryx riscus
- Nyceryx stuarti
- Nyceryx tacita
- Nephele vau
- Nephele xylina

### GenulOdontosida
- Odontosida magnificum
- Odontosida pusillus

### GenulOryba
- Oryba achemenides
- Oryba kadeni

### GenulPachygonidia
- Pachygonidia caliginosa
- Pachygonidia drucei
- Pachygonidia hopfferi
- Pachygonidia martini
- Pachygonidia mielkei
- Pachygonidia odile
- Pachygonidia ribbei
- Pachygonidia subhamata

### GenulPachylia
- Pachylia darceta
- Pachylia ficus
- Pachylia syces

### GenulPachylioides
- Pachylioides resumens

### GenulPergesa
- Pergesa acteus

### GenulPerigonia
- Perigonia caryae
- Perigonia divisa
- Perigonia glaucescens
- Perigonia grisea
- Perigonia ilus
- Perigonia jamaicensis
- Perigonia lefebvraei
- Perigonia leucopus
- Perigonia lusca
- Perigonia manni
- Perigonia pallida
- Perigonia passerina
- Perigonia pittieri
- Perigonia stulta
- Perigonia thayeri

### GenulPhanoxyla
- Phanoxyla hystrix

### GenulPhilodila
- Philodila astyanor

### GenulPhryxus
- Phryxus caicus

### GenulProserpinus
- Proserpinus clarkiae
- Proserpinus flavofasciata
- Proserpinus gaurae
- Proserpinus juanita
- Proserpinus lucidus
- Proserpinus proserpina
- Proserpinus terlooii
- Proserpinus vega

### GenulProtaleuron
- Protaleuron herbini
- Protaleuron rhodogaster

### GenulPseudenyo
- Pseudenyo benitensis

### GenulPseudosphinx
- Pseudosphinx tetrio

### GenulRethera
- Rethera afghanistana
- Rethera amseli
- Rethera brandti
- Rethera komarovi

### GenulRhagastis
- Rhagastis acuta
- Rhagastis albomarginatus
- Rhagastis binoculata
- Rhagastis castor
- Rhagastis confusa
- Rhagastis diehli
- Rhagastis gloriosa
- Rhagastis hayesi
- Rhagastis lambertoni
- Rhagastis lunata
- Rhagastis meridionalis
- Rhagastis mongoliana
- Rhagastis olivacea
- Rhagastis rubetra
- Rhagastis trilineata
- Rhagastis velata

### GenulRhodafra
- Rhodafra marshalli
- Rhodafra opheltes

### GenulSphecodina
- Sphecodina abbottii
- Sphecodina caudata

### GenulSphingonaepiopsis
- Sphingonaepiopsis ansorgei
- Sphingonaepiopsis gorgoniades
- Sphingonaepiopsis kuldjaensis
- Sphingonaepiopsis malgassica
- Sphingonaepiopsis nana
- Sphingonaepiopsis obscurus
- Sphingonaepiopsis pumilio

### GenulStolidoptera
- Stolidoptera cadioui
- Stolidoptera tachasara

### GenulTemnora
- Temnora albilinea
- Temnora angulosa
- Temnora argyropeza
- Temnora atrofasciata
- Temnora avinoffi
- Temnora bouyeri
- Temnora burdoni
- Temnora camerounensis
- Temnora crenulata
- Temnora curtula
- Temnora dierli
- Temnora elegans
- Temnora elisabethae
- Temnora engis
- Temnora eranga
- Temnora fumosa
- Temnora funebris
- Temnora grandidieri
- Temnora griseata
- Temnora hollandi
- Temnora iapygoides
- Temnora inornatum
- Temnora kaguru
- Temnora leighi
- Temnora livida
- Temnora marginata
- Temnora masungai
- Temnora mirabilis
- Temnora murina
- Temnora namaqua
- Temnora natalis
- Temnora nephele
- Temnora nitida
- Temnora ntombi
- Temnora palpalis
- Temnora peckoveri
- Temnora plagiata
- Temnora probata
- Temnora pseudopylas
- Temnora pylades
- Temnora pylas
- Temnora radiata
- Temnora rattrayi
- Temnora reutlingeri
- Temnora robertsoni
- Temnora rungwe
- Temnora sardanus
- Temnora scheveni
- Temnora scitula
- Temnora spiritus
- Temnora stevensi
- Temnora subapicalis
- Temnora swynnertoni
- Temnora trapezoidea
- Temnora turlini
- Temnora uluguru
- Temnora wollastoni
- Temnora zantus

### GenulTemnoripais
- Temnoripais lasti

### GenulTheretra
- Theretra acuta
- Theretra alecto
- Theretra alorica
- Theretra arfakmontensis
- Theretra baliensis
- Theretra boisduvalii
- Theretra cajus
- Theretra capensis
- Theretra castanea
- Theretra catherinae
- Theretra celata
- Theretra clotho
- Theretra floresica
- Theretra gala
- Theretra gnoma
- Theretra griseomarginata
- Theretra halimuni
- Theretra hausmanni
- Theretra improvisa
- Theretra incarnata
- Theretra indistincta
- Theretra inornata
- Theretra insignis
- Theretra insularis
- Theretra japonica
- Theretra jugurtha
- Theretra kuehni
- Theretra latreillii
- Theretra lifuensis
- Theretra lomblenica
- Theretra lombokensis
- Theretra lycetus
- Theretra manilae
- Theretra mansoni
- Theretra margarita
- Theretra molops
- Theretra monteironis
- Theretra muricolor
- Theretra natashae
- Theretra nessus
- Theretra oldenlandiae
- Theretra orpheus
- Theretra pallicosta
- Theretra papuensis
- Theretra pantarica
- Theretra perkeo
- Theretra polistratus
- Theretra queenslandi
- Theretra radiosa
- Theretra rhesus
- Theretra silhetensis
- Theretra suffusa
- Theretra sugii
- Theretra sumatrensis
- Theretra sumbaensis
- Theretra tabibulensis
- Theretra tessmanni
- Theretra tibetiana
- Theretra timorensis
- Theretra tomasi
- Theretra tryoni
- Theretra turneri
- Theretra viridis
- Theretra wetanensis

### GenulTinostoma
- Tinostoma smaragditis

### GenulUnzela
- Unzela japix
- Unzela pronoe

### GenulXylophanes
- Xylophanes acrus
- Xylophanes adalia
- Xylophanes aglaor
- Xylophanes alexandrei
- Xylophanes alvarezsierrai
- Xylophanes amadis
- Xylophanes anubus
- Xylophanes aristor
- Xylophanes balcazari
- Xylophanes barbuti
- Xylophanes belti
- Xylophanes bilineata
- Xylophanes blanca
- Xylophanes ceratomioides
- Xylophanes chiron
- Xylophanes clarki
- Xylophanes colinae
- Xylophanes columbiana
- Xylophanes cosmius
- Xylophanes crenulata
- Xylophanes crotonis
- Xylophanes cthulhu
- Xylophanes cyrene
- Xylophanes damocrita
- Xylophanes depuiseti
- Xylophanes docilis
- Xylophanes dolius
- Xylophanes elara
- Xylophanes epaphus
- Xylophanes eumedon
- Xylophanes falco
- Xylophanes fassli
- Xylophanes fernandezi
- Xylophanes ferotinus
- Xylophanes fosteri
- Xylophanes furtadoi
- Xylophanes fusimacula
- Xylophanes germen
- Xylophanes godmani
- Xylophanes guianensis
- Xylophanes gundlachii
- Xylophanes hannemanni
- Xylophanes haxairei
- Xylophanes huloti
- Xylophanes hydrata
- Xylophanes indistincta
- Xylophanes irrorata
- Xylophanes isaon
- Xylophanes jamaicensis
- Xylophanes jordani
- Xylophanes josephinae
- Xylophanes juanita
- Xylophanes kaempferi
- Xylophanes katharinae
- Xylophanes kiefferi
- Xylophanes lamontagnei
- Xylophanes letiranti
- Xylophanes libya
- Xylophanes lichyi
- Xylophanes lissyi
- Xylophanes loelia
- Xylophanes lolita
- Xylophanes macasensis
- Xylophanes maculator
- Xylophanes marginalis
- Xylophanes media
- Xylophanes meridanus
- Xylophanes mineti
- Xylophanes mirabilis
- Xylophanes monzoni
- Xylophanes mossi
- Xylophanes mulleri
- Xylophanes nabuchodonosor
- Xylophanes neoptolemus
- Xylophanes norfolki
- Xylophanes obscurus
- Xylophanes ockendeni
- Xylophanes pearsoni
- Xylophanes pistacina
- Xylophanes ploetzi
- Xylophanes pluto
- Xylophanes porcus
- Xylophanes porioni
- Xylophanes pyrrhus
- Xylophanes resta
- Xylophanes rhodina
- Xylophanes rhodocera
- Xylophanes rhodochlora
- Xylophanes rhodotus
- Xylophanes robinsonii
- Xylophanes rothschildi
- Xylophanes rufescens
- Xylophanes sarae
- Xylophanes schausi
- Xylophanes schreiteri
- Xylophanes schwartzi
- Xylophanes staudingeri
- Xylophanes suana
- Xylophanes tersa
- Xylophanes thyelia
- Xylophanes titana
- Xylophanes turbata
- Xylophanes tyndarus
- Xylophanes undata
- Xylophanes vagliai
- Xylophanes virescens
- Xylophanes xylobotes
- Xylophanes zurcheri

## Subfamilia Smerinthinae

### GenulAcanthosphinx
- Acanthosphinx guessfeldti

### GenulAdhemarius
- Adhemarius blanchardorum
- Adhemarius daphne
- Adhemarius dariensis
- Adhemarius dentoni
- Adhemarius donysa
- Adhemarius eurysthenes
- Adhemarius fulvescens
- Adhemarius gagarini
- Adhemarius gannascus
- Adhemarius germanus
- Adhemarius globifer
- Adhemarius palmeri
- Adhemarius sexoculata
- Adhemarius tigrina
- Adhemarius ypsilon

### GenulAfroclanis
- Afroclanis calcareus
- Afroclanis neavi

### GenulAfrosataspes
- Afrosataspes galleyi

### GenulAfrosphinx
- Afrosphinx amabilis

### GenulAgnosia
- Agnosia microta
- Agnosia orneus

### GenulAkbesia
- Akbesia davidi

### GenulAmbulyx
- Ambulyx andangi
- Ambulyx auripennis
- Ambulyx bakeri
- Ambulyx belli
- Ambulyx bima
- Ambulyx canescens
- Ambulyx celebensis
- Ambulyx ceramensis
- Ambulyx charlesi
- Ambulyx clavata
- Ambulyx cyclasticta
- Ambulyx dohertyi
- Ambulyx immaculata
- Ambulyx inouei
- Ambulyx japonica
- Ambulyx johnsoni
- Ambulyx joiceyi
- Ambulyx jordani
- Ambulyx kuangtungensis
- Ambulyx lahora
- Ambulyx lestradei
- Ambulyx liturata
- Ambulyx maculifera
- Ambulyx matti
- Ambulyx meeki
- Ambulyx montana
- Ambulyx moorei
- Ambulyx naessigi
- Ambulyx obliterata
- Ambulyx ochracea
- Ambulyx phalaris
- Ambulyx placida
- Ambulyx pryeri
- Ambulyx psedoclavata
- Ambulyx schauffelbergeri
- Ambulyx schmickae
- Ambulyx semifervens
- Ambulyx semiplacida
- Ambulyx sericeipennis
- Ambulyx sericeipennis okurai
- Ambulyx siamensis
- Ambulyx sinjaevi
- Ambulyx staudingeri
- Ambulyx substrigilis
- Ambulyx suluensis
- Ambulyx tattina
- Ambulyx tenimberi
- Ambulyx tondanoi
- Ambulyx wildei
- Ambulyx wilemani

### GenulAmorpha
- Amorpha juglandis

### GenulAmplypterus
- Amplypterus mansoni
- Amplypterus panopus

### GenulAnambulyx
- Anambulyx elwesi

### GenulAndriasa
- Andriasa contraria
- Andriasa mitchelli

### GenulAvinoffia
- Avinoffia hollandi

### GenulBatocnema
- Batocnema africanus
- Batocnema coquerelii

### GenulCallambulyx
- Callambulyx amanda
- Callambulyx junonia
- Callambulyx kitchingi
- Callambulyx poecilus
- Callambulyx rubricosa
- Callambulyx schintlmeisteri
- Callambulyx tatarinovii

### GenulCeridia
- Ceridia heuglini
- Ceridia mira
- Ceridia nigricans

### GenulChloroclanis
- Chloroclanis virescens

### GenulClanidopsis
- Clanidopsis exusta

### GenulClanis
- Clanis bilineata
- Clanis deucalion
- Clanis euroa
- Clanis hyperion
- Clanis negritensis
- Clanis phalaris
- Clanis pratti
- Clanis schwartzi
- Clanis stenosema
- Clanis surigaoensis
- Clanis titan
- Clanis undulosa

### GenulCoenotes
- Coenotes eremophilae

### GenulCoequosa
- Coequosa australasiae
- Coequosa triangularis

### GenulCompsulyx
- Compsulyx cochereaui

### GenulCraspedortha
- Craspedortha porphyria
- Craspedortha montana

### GenulCypa
- Cypa bouyeri
- Cypa claggi
- Cypa decolor
- Cypa duponti
- Cypa enodis
- Cypa ferruginea
- Cypa kitchingi
- Cypa latericia
- Cypa terranea
- Cypa uniformis

### GenulCypoides
- Cypoides chinensis

### GenulDaphnusa
- Daphnusa ailanti
- Daphnusa ocellaris

### GenulDegmaptera
- Degmaptera mirabilis
- Degmaptera olivacea

### GenulDolbina
- Dolbina elegans
- Dolbina exacta
- Dolbina grisea
- Dolbina inexacta
- Dolbina krikkeni
- Dolbina schnitzleri
- Dolbina tancrei

### GenulFalcatula
- Falcatula cymatodes
- Falcatula falcata
- Falcatula penumbra
- Falcatula tamsi

### GenulGrillotius
- Grillotius bergeri

### GenulGynoeryx
- Gynoeryx bilineatus
- Gynoeryx brevis
- Gynoeryx integer
- Gynoeryx meander
- Gynoeryx paulianii
- Gynoeryx teteforti

### GenulHopliocnema
- Hopliocnema brachycera

### GenulKentrochrysalis
- Kentrochrysalis consimilis
- Kentrochrysalis sieversi
- Kentrochrysalis streckeri

### GenulLangia
- Langia tropicus
- Langia zenzeroides

### GenulLaothoe
- Laothoe amurensis
- Laothoe austanti
- Laothoe philerema
- Laothoe populi

### GenulLeptoclanis
- Leptoclanis pulchra

### GenulLeucophlebia
- Leucophlebia afra
- Leucophlebia emittens
- Leucophlebia lineata
- Leucophlebia neumanni

### GenulLikoma
- Likoma apicalis
- Likoma crenata

### GenulLophostethus
- Lophostethus dumolinii
- Lophostethus negus

### GenulLycosphingia
- Lycosphingia hamatus

### GenulMalgassoclanis
- Malgassoclanis delicatus
- Malgassoclanis suffuscus

### GenulMarumba
- Marumba amboinicus
- Marumba cristata
- Marumba decoratus
- Marumba diehli
- Marumba dyras
- Marumba fenzelii
- Marumba gaschkewitschii
- Marumba indicus
- Marumba jankowskii
- Marumba juvencus
- Marumba maackii
- Marumba nympha
- Marumba poliotis
- Marumba quercus
- Marumba saishiuana
- Marumba spectabilis
- Marumba sperchius
- Marumba tigrina
- Marumba timora

### GenulMicroclanis
- Microclanis erlangeri

### GenulMimas
- Mimas christophi
- Mimas tiliae

### GenulMonarda
- Monarda oryx

### GenulNeoclanis
- Neoclanis basalis

### GenulNeopolyptychus
- Neopolyptychus compar
- Neopolyptychus consimilis
- Neopolyptychus convexus
- Neopolyptychus prionites
- Neopolyptychus pygarga
- Neopolyptychus serrator

### GenulOpistoclanis
- Opistoclanis hawkeri

### GenulOrecta
- Orecta acuminata
- Orecta fruhstorferi
- Orecta lycidas
- Orecta venedictoffae
- Pachysphinx modesta

### GenulPachysphinx
- Pachysphinx occidentalis

### GenulPaonias
- Paonias astylus
- Paonias excaecata
- Paonias myops
- Paonias wolfei

### GenulParum
- Parum colligata

### GenulPentateucha
- Pentateucha curiosa
- Pentateucha inouei
- Pentateucha stueningi

### GenulPhyllosphingia
- Phyllosphingia dissimilis

### GenulPhylloxiphia
- Phylloxiphia goodii
- Phylloxiphia bicolor
- Phylloxiphia formosa
- Phylloxiphia illustris
- Phylloxiphia karschi
- Phylloxiphia metria
- Phylloxiphia oberthueri
- Phylloxiphia oweni
- Phylloxiphia punctum
- Phylloxiphia vicina

### GenulPlatysphinx
- Platysphinx constrigilis
- Platysphinx dorsti
- Platysphinx phyllis
- Platysphinx piabilis
- Platysphinx stigmatica
- Platysphinx vicaria

### GenulPoliodes
- Poliodes roseicornis

### GenulPolyptychoides
- Polyptychoides digitatus
- Polyptychoides erosus
- Polyptychoides grayii
- Polyptychoides niloticus
- Polyptychoides vuattouxi

### GenulPolyptychopsis
- Polyptychopsis marshalli

### GenulPolyptychus
- Polyptychus affinis
- Polyptychus andosa
- Polyptychus anochus
- Polyptychus aurora
- Polyptychus baltus
- Polyptychus barnsi
- Polyptychus baxteri
- Polyptychus bernardii
- Polyptychus carteri
- Polyptychus chinensis
- Polyptychus coryndoni
- Polyptychus dentatus
- Polyptychus distensus
- Polyptychus enodia
- Polyptychus girardi
- Polyptychus herbuloti
- Polyptychus hollandi
- Polyptychus lapidatus
- Polyptychus murinus
- Polyptychus nigriplaga
- Polyptychus orthographus
- Polyptychus paupercula
- Polyptychus pierrei
- Polyptychus potiendus
- Polyptychus rougeoti
- Polyptychus sinus
- Polyptychus thihongae
- Polyptychus trilineatus
- Polyptychus trisecta

### GenulProtambulyx
- Protambulyx astygonus
- Protambulyx carteri
- Protambulyx euryalus
- Protambulyx eurycles
- Protambulyx goeldii
- Protambulyx ockendeni
- Protambulyx strigilis
- Protambulyx sulphurea

### GenulPseudandriasa
- Pseudandriasa mutata

### GenulPseudoclanis
- Pseudoclanis abyssinicus
- Pseudoclanis admatha
- Pseudoclanis axis
- Pseudoclanis bianchii
- Pseudoclanis biokoensis
- Pseudoclanis boisduvali
- Pseudoclanis canui
- Pseudoclanis diana
- Pseudoclanis evestigata
- Pseudoclanis grandidieri
- Pseudoclanis kenyae
- Pseudoclanis molitor
- Pseudoclanis occidentalis
- Pseudoclanis postica
- Pseudoclanis rhadamistus
- Pseudoclanis tomensis

### GenulPseudopolyptychus
- Pseudopolyptychus foliaceus

### GenulRhadinopasa
- Rhadinopasa hornimani

### GenulRhodambulyx
- Rhodambulyx davidi
- Rhodambulyx schnitzleri

### GenulRhodoprasina
- Rhodoprasina callantha
- Rhodoprasina corolla
- Rhodoprasina corrigenda
- Rhodoprasina floralis
- Rhodoprasina nenulfascia
- Rhodoprasina winbrechlini

### GenulRufoclanis
- Rufoclanis erlangeri
- Rufoclanis fulgurans
- Rufoclanis jansei
- Rufoclanis maccleeryi
- Rufoclanis numosae
- Rufoclanis rosea

### GenulSataspes
- Sataspes cerberus
- Sataspes infernalis
- Sataspes ribbei
- Sataspes scotti
- Sataspes tagalica

### GenulSmerinthulus
- Smerinthulus diehli
- Smerinthulus dohrni
- Smerinthulus perversa
- Smerinthulus quadripunctatus

### GenulSmerinthus
- Smerinthus caecus
- Smerinthus cerisyi
- Smerinthus jamaicensis
- Smerinthus kindermannii
- Smerinthus minor
- Smerinthus ocellata
- Smerinthus planus
- Smerinthus saliceti
- Smerinthus szechuanus
- Smerinthus tokyonis

### GenulSphingulus
- Sphingulus mus

### GenulSynoecha
- Synoecha marmorata

### GenulTetrachroa
- Tetrachroa edwardsi

### GenulTrogolegnum
- Trogolegnum pseudambulyx

### GenulViriclanis
- Viriclanis kingstoni

### GenulXenosphingia
- Xenosphingia jansei

## SubfamiliaSphinginae

### GenulAcherontia
- Acherontia atropos
- Acherontia styx
- Acherontia lachesis

### GenulAdhemarius
- Adhemarius dariensis
- Adhemarius gannascus

### GenulAgrius
- Agrius cingulata
- Agrius convolvuli
- Agrius godarti
- Agrius luctifera
- Agrius rothschildi

### GenulAmphimoea
- Amphimoea walkeri

### GenulApocalypsis
- Apocalypsis velox

### GenulCallosphingia
- Callosphingia circe

### GenulCeratomia
- Ceratomia amyntor
- Ceratomia catalpae
- Ceratomia hageni
- Ceratomia hoffmanni
- Ceratomia sonorensis
- Ceratomia undulosa

### GenulCocytius
- Cocytius antaeus
- Cocytius beelzebuth
- Cocytius duponchel
- Cocytius lucifer
- Cocytius mortuorum
- Cocytius vitrinus

### GenulCoelonia
- Coelonia brevis
- Coelonia fulvinotata
- Coelonia solani

### GenulDolba
- Dolba hyloeus

### GenulDolbogene
- Dolbogene hartwegii
- Dolbogene igualana

### GenulDovania
- Dovania neumanni
- Dovania poecila

### GenulEllenbeckia
- Ellenbeckia monospila

### GenulEuryglottis
- Euryglottis albostigmata
- Euryglottis aper
- Euryglottis davidianus
- Euryglottis dognini
- Euryglottis guttiventris
- Euryglottis johannes
- Euryglottis oliver

### GenulHoplistopus
- Hoplistopus butti
- Hoplistopus penricei

### GenulIsoparce
- Isoparce cupressi

### GenulLapara
- Lapara bombycoides
- Lapara coniferarum
- Lapara helicarnie
- Lapara phaeobrachycerous

### GenulLeucomonia
- Leucomonia bethia

### GenulLintneria
- Lintneria arthuri
- Lintneria aurigutta
- Lintneria balsae
- Lintneria biolleyi
- Lintneria ermitoides
- Lintneria eremitus
- Lintneria geminus
- Lintneria istar
- Lintneria justiciae
- Lintneria lugens
- Lintneria maura
- Lintneria merops
- Lintneria phalerata
- Lintneria pitzahuac
- Lintneria porioni
- Lintneria praelongus
- Lintneria pseudostigmatica
- Lintneria separatus
- Lintneria smithi
- Lintneria tricolor
- Lintneria xantus

### GenulLitosphingia
- Litosphingia corticea

### GenulLomocyma
- Lomocyma oegrapha

### GenulMacropoliana
- Macropoliana afarorum
- Macropoliana asirensis
- Macropoliana ferax
- Macropoliana natalensis
- ?Macropoliana ohefferani
- Macropoliana scheveni

### GenulManduca
- Manduca afflicta
- Manduca albiplaga
- Manduca albolineata
- Manduca andicola
- Manduca armatipes
- Manduca aztecus
- Manduca barnesi
- Manduca bergarmatipes
- Manduca bergi
- Manduca blackburni
- Manduca boliviana
- Manduca brasilensis
- Manduca brontes
- Manduca brunalba
- Manduca camposi
- Manduca caribbeus
- Manduca chinchilla
- Manduca clarki
- Manduca contracta
- Manduca corallina
- Manduca corumbensis
- Manduca dalica
- Manduca diffissa
- Manduca dilucida
- Manduca empusa
- Manduca extrema
- Manduca feronia
- Manduca florestan
- Manduca fosteri
- Manduca franciscae
- Manduca gueneei
- Manduca hannibal
- Manduca huascara
- Manduca incisa
- Manduca janira
- Manduca jasminearum
- Manduca johanni
- Manduca jordani
- Manduca kuschei
- Manduca lanuginosa
- Manduca lefeburii
- Manduca leucospila
- Manduca lichenea
- Manduca lucetius
- Manduca manducoides
- Manduca morelia
- Manduca mossi
- Manduca muscosa
- Manduca occulta
- Manduca ochus
- Manduca opima
- Manduca pellenia
- Manduca prestoni
- Manduca quinquemaculata
- Manduca reducta
- Manduca rustica
- Manduca schausi
- Manduca scutata
- Manduca sesquiplex
- Manduca sexta
- Manduca stuarti
- Manduca trimacula
- Manduca tucumana
- Manduca undata
- Manduca vestalis
- Manduca violaalba
- Manduca wellingi

### GenulMegacorma
- Megacorma hoffmani
- Megacorma iorioi
- Megacorma obliqua
- Megacorma remota
- Megacorma schroederi

### GenulMeganoton
- Meganoton analis
- Meganoton hyloicoides
- Meganoton loeffleri
- Meganoton nyctiphanes
- Meganoton rubescens
- Meganoton yunnanfuana

### GenulNannoparce
- Nannoparce balsa
- Nannoparce poeyi

### GenulNeococytius
- Neococytius cluentius

### GenulNeogene
- Neogene albescens
- Neogene carrerasi
- Neogene corumbensis
- Neogene curitiba
- Neogene dynaeus
- Neogene intermedia
- Neogene pictus
- Neogene reevei
- Neogene steinbachi

### GenulOligographa
- Oligographa juniperi

### GenulPanogena
- Panogena jasmini
- Panogena lingens

### GenulPantophaea
- Pantophaea favillacea
- Pantophaea jordani
- Pantophaea oneili

### GenulParatrea
- Paratrea plebeja

### GenulPoliana
- Poliana albescens
- Poliana buchholzi
- Poliana leucomelas
- Poliana micra
- Poliana wintgensi

### GenulPraedora
- Praedora leucophaea
- Praedora marshalli
- Praedora plagiata
- Praedora puchneri
- Praedora tropicalis

### GenulPseudodolbina
- Pseudodolbina aequalis
- Pseudodolbina fo

### GenulPsilogramma
- Psilogramma andamanica
- Psilogramma angelika
- Psilogramma anne
- Psilogramma argos
- Psilogramma bartschereri
- Psilogramma baueri
- Psilogramma casuarinae
- Psilogramma choui
- Psilogramma danneri
- Psilogramma dantchenkoi
- Psilogramma dillerorum
- Psilogramma discistriga
- Psilogramma edii
- Psilogramma exigua
- Psilogramma floresica
- Psilogramma frankenbachi
- Psilogramma gerstmeieri
- Psilogramma gloriosa
- Psilogramma hainanensis
- Psilogramma hauensteini
- Psilogramma hayati
- Psilogramma increta
- Psilogramma japonica
- Psilogramma joachimi
- Psilogramma jordana
- Psilogramma kitchingi
- Psilogramma kleineri
- Psilogramma koalae
- Psilogramma lifuense
- Psilogramma lukhtanovi
- Psilogramma macromera
- Psilogramma makirae
- Psilogramma mandarina
- Psilogramma manusensis
- Psilogramma maxmouldsi
- Psilogramma medicieloi
- Psilogramma menephron
- Psilogramma monastyrskii
- Psilogramma nebulosa
- Psilogramma orientalis
- Psilogramma papuensis
- Psilogramma paukstadtorum
- Psilogramma penumbra
- Psilogramma reinhardti
- Psilogramma renneri
- Psilogramma rupprechtorum
- Psilogramma salomonis
- Psilogramma stameri
- Psilogramma sulawesica
- Psilogramma sundana
- Psilogramma surholti
- Psilogramma tanimbarica
- Psilogramma timorica
- Psilogramma ulrichroesleri
- Psilogramma vanuatui
- Psilogramma vates
- Psilogramma villani
- Psilogramma wannanensis
- Psilogramma wernerbacki
- Psilogramma wetarensis
- Psilogramma yilingae

### GenulSagenosoma
- Sagenosoma elsa

### GenulSphingidites
- Sphingidites weidneri

### GenulSphinx
- Sphinx adumbrata
- Sphinx asella
- Sphinx caligineus
- Sphinx canadensis
- Sphinx centrosinaria
- Sphinx chersis
- Sphinx chisoya
- Sphinx constricta
- Sphinx crassistriga
- Sphinx dollii
- Sphinx drupiferarum
- Sphinx formosana
- Sphinx franckii
- Sphinx gordius
- Sphinx kalmiae
- Sphinx leucophaeata
- Sphinx libocedrus
- Sphinx ligustri
- Sphinx luscitiosa
- Sphinx maurorum
- S. morio
- Sphinx nogueirai
- Sphinx oberthueri
- Sphinx perelegans
- Sphinx pinastri
- Sphinx poecila
- Sphinx sequoiae
- Sphinx vashti

### GenulThamnoecha
- Thamnoecha uniformis

### GenulXanthopan
- Xanthopan morganii